# Christine Prinsloo
Christine Seraphine Prinsloo (* 3. Mai 1952 in Oldeani, heute Tansania) ist eine ehemalige simbabwische Hockeyspielerin.
Aufgrund des Boykotts vieler Nationen bei den Olympischen Sommerspielen 1980 in Moskau gab es keinen afrikanischen Vertreter beim Hockeyturnier der Damen. Eine Woche vor Beginn stellte Simbabwe eine Mannschaft zusammen, der auch Christine Prinsloo angehörte. Zur Überraschung aller wurde die Mannschaft Olympiasieger.